# مرحاض مقصورة

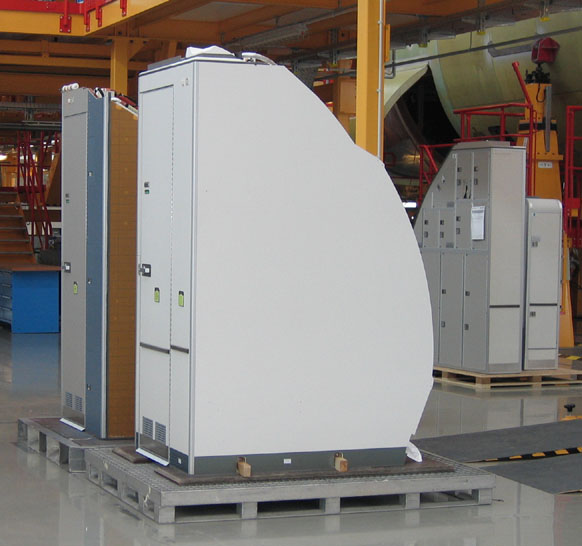
حمام مقصورة لطائرة إيرباص

حمام المقصورة وهي غرف مدمجة في المركبات، مجهزة بمرحاض، لإستخدام الإنسان في طرح مخلفاته.
الغرف الصغيرة ايضاً مجهزة على الأقل بحوض غسيل، صابون سائل و منشفة ورقية. بإستثناء الإصدارات الفخمة منها، المراحيض من هذا النوع عادةً غير مريحة و صغيرة.